# マーティン大学
マーティン大学(マーティンだいがく、Martin University)は、アメリカ合衆国インディアナ州インディアナポリスにある大学である。ベネディクト会のボニファティウス・ハーディン神父により創立された。1977年に創立したこの大学の当初の目的は、低収入で人種的マイノリティの成人に高等教育の機会を与えることで、これは創立以来変わっていない。現在では、さまざまな背景を持った学生が常に受け入れられており、学生の大半はアフリカ系、女性、そして25歳以上であるものの、若い学生も入学してきている。
マーティン大学は、ペタゴギーの意味での教育学とはやや対置的な意味合いを持つアンドラゴギーを学習の方法として採用している。これは成人の学習者を彼らの暮らしや職業体験を教室での学習活動の中に反映させるように励まし、その学びの過程を活性化しようとするものである。
大学の中心となるキャンパスは、インディアナポリスのダウンタウンから北東へ約6kmのマーティンデール・ブライトウッド地区、22ndストリートとエイヴォン・プレイスの南東角に立地している。もともとのキャンパスは35thストリートとカレッジ・アベニューの角にあったが、1987年に現在の場所に移転してきた。当初はかつての教会やその関連の学校の中に仮住まいのようなかたちを採っていたが、次第に近在の他のいくつかの建物を含めた規模に成長してきた。
2000年代初頭に劇的な変化があり、1,000万ドルをかけた教育センターとそれに付随した平和庭園が2001年の夏にオープンした。煉瓦造の教育センターは、9室の教室、教員や大学スタッフの部屋、800席の講堂などをもつ二階建てのガラス張りの展望ロビー、フレデリック・ダグラス教室、教員と学生用のラウンジ、喫煙室などがある。
マーティン大学は、学部に13、大学院修士課程に2つの専攻コースが設けられている。インディアナ州では唯一の、アフリカ系の学生が主体となっている大学であることも特筆に値する。

## 註
1. ↑  Garber, Mary Ann. Benedictine Father Boniface Hardin founded Martin University. Archdiocese of Indianapolis. 2012年3月30日. 2016年6月12日閲覧.
2. 1 2 3  History. Martin University. 2016年6月12日閲覧.
3. ↑  Academics. Martin University. 2016年6月12日閲覧.